# De Gregori canta Bob Dylan - Amore e furto
| Recensione | Giudizio |
| ---------- | -------- |
| Spettakolo |          |
| Ondarock   |          |
| Rockol     |          |

De Gregori canta Bob Dylan - Amore e furto è il ventunesimo album in studio del cantautore italiano Francesco De Gregori, pubblicato il 30 ottobre 2015 dalla Caravan e dalla Sony Music.

## Descrizione
Si tratta di un album di traduzioni in italiano di brani di Bob Dylan, che celebra la reverente ammirazione di De Gregori per il cantautore statunitense. Alcuni brani dell'album, in realtà, erano già stati tradotti in italiano molti anni prima, come Non dirle che non è così (If You See Her, Say Hello) e Come il giorno (I Shall Be Released), oltre alla più conosciuta Via della povertà (Desolation Row), tradotta in collaborazione con Fabrizio De André e incisa nel 1974 dal cantautore genovese nell'album Canzoni; tali brani hanno goduto solo di un nuovo adattamento testuale e musicale.
Si tratta inoltre del secondo album completo di traduzioni di canzoni di Dylan pubblicato in Italia: il primo fu nel 1987 Dylaniato di Tito Schipa Jr..
Gli arrangiamenti tendono a rispettare una certa fedeltà nei confronti delle versioni dell'autore originale. Riguardo agli arrangiamenti, infatti, De Gregori ha dichiarato che «sono talmente belli che sarebbe stupido andare a cambiare quello che ha fatto gente come Daniel Lanois o Mark Knopfler per quei brani; inoltre, poiché nella traduzione inevitabilmente si perde qualcosa, almeno negli arrangiamenti volevo essere più aderente. Tuttavia nelle parole e il ritmo, la metrica ti impongono qualche cambiamento: c'è una ricerca della fedeltà che è sempre disattesa, perché non si può tradurre per filo e per segno. Per mantenere la bellezza e la gradevolezza delle canzoni qualche cambiamento va fatto per forza». L'armonica non viene mai suonata da De Gregori nel disco, per non sovrapporre una parte sua a una di Dylan nella canzone originale.

## Il titolo
Il titolo è una traduzione di Love and Theft, album di Bob Dylan del 2001, nel quale lo stesso cantante statunitense dichiarava esplicitamente le sue passioni musicali e le influenze che aveva subito. Al riguardo, De Gregori ha spiegato: 

## Promozione
Come per Vivavoce, De Gregori ha scelto un Instore Tour nelle librerie Feltrinelli, a partire dalla data di Milano, il giorno di pubblicazione dell'album, per proseguire in tutta Italia, accompagnato da parte del suo gruppo solito con cui ogni volta ha cantato al pubblico presente alcune canzoni tratte dall'album. Sempre lo stesso giorno è stato trasmesso presso l'emittente televisiva Sky Arte HD lo speciale Amore e furto - De Gregori canta Dylan.
Inoltre è stato programmato per marzo un concerto a Roma, inizio di un nuovo tour.
Il disco ha immediatamente raggiunto la vetta delle classifiche degli album più venduti su Amazon.com e iTunes, e ha debuttato direttamente al primo posto nella Classifica FIMI Album, riportando De Gregori in vetta alla classifica dopo sette anni; l'album è stato inoltre certificato disco d'oro dalla FIMI a metà novembre, raggiungendo il mese seguente la certificazione di disco di platino.

## Tracce
1. Un angioletto come te (Sweetheart like You) – 4:33
2. Servire qualcuno (Gotta Serve Somebody) – 4:54
3. Non dirle che non è così (If You See Her, Say Hello) – 4:43
4. Via della povertà (Desolation Row) – 10:30
5. Come il giorno (I Shall Be Released) – 3:58
6. Mondo politico (Political World) – 3:30
7. Non è buio ancora (Not Dark Yet) – 5:55
8. Acido seminterrato (Subterranean Homesick Blues) – 2:08
9. Una serie di sogni (Series of Dreams) – 5:20
10. Tweedle Dum & Tweedle Dee (Tweedle Dee & Tweedle Dum) – 4:30
11. Dignità (Dignity) – 5:46

## Formazione
- Francesco De Gregori – voce
- Lucio Bardi – chitarra
- Paolo Giovenchi – chitarra
- Alessandro Valle – mandolino, pedal steel guitar, banjo
- Guido Guglielminetti – basso
- Alessandro Arianti – pianoforte, organo
- Stefano Parenti – batteria
- Gabriele Gagliardini – percussioni
- Sara Jane Ceccarelli, Elisa Mini, Chiara Quaglia, Valentina Rossi, Chiara Vecchio – cori
- Elena Cirillo – violino
- Stefano Ribeca – flauto traverso

## Classifiche
| Classifica (2015) | Posizione massima |
| ----------------- | ----------------- |
| Italia            | 1                 |